# Умберто де Аленкар Кастело Бранко
Умберто де Аленкар Кастело Бранко (порт. Humberto de Alencar Castelo Branco; Форталеза, 20. септембар 1897 — Месежана, 18. јул 1967) био је фелдмаршал, бразилски војни вођа и политичар.

## Биографија
Рођен је у месту Форталеза, држава Сеара, у римокатоличкој породици. Године 1918. приступио је бразилској војсци и са чином пуковника учествовао у Другом светском рату.
Председник Жоао Гуларт именовао га је заповедником Главног стожера оружаних снага.
Дана 31. марта 1964. године група завереника спровела је пуч којим је с власти срушен демократски изабран председник Гуларт. Он је био најистакнутији вођа пуча. На власт је дошла војна хунта која је владала Бразилом до 1985. године.
Распустио је леву страну Конгреса, забранио све политичке странке и уместо тога увео двостраначје.
Владао је од 15. априла 1964. године до 15. марта 1967. године. На месту председника, иако је то био само номинално, наследио га је његов министар рата маршал Артур да Коста е Силва.
Погинуо је у авионској несрећи.